# Endoxyla mackeri
Endoxyla mackeri is een vlinder uit de familie van de Houtboorders (Cossidae). Deze soort is voor het eerst wetenschappelijk beschreven als Xyleutes mackeri door Charles Oberthür in een publicatie uit 1916.
De soort komt voor in Australië (Queensland).